# گالاکتوزامین
گالاکتوزامین (به انگلیسی: Galactosamine) با فرمول شیمیایی C6H13NO5 یک هگزوزآمین با شناسه پاب‌کم ۸۰۲۰ است؛ که جرم مولی آن ۱۷۹٫۱۷۱ گرم بر مول می‌باشد.